# Leichtathletik-Weltmeisterschaften 2015/800 m der Männer

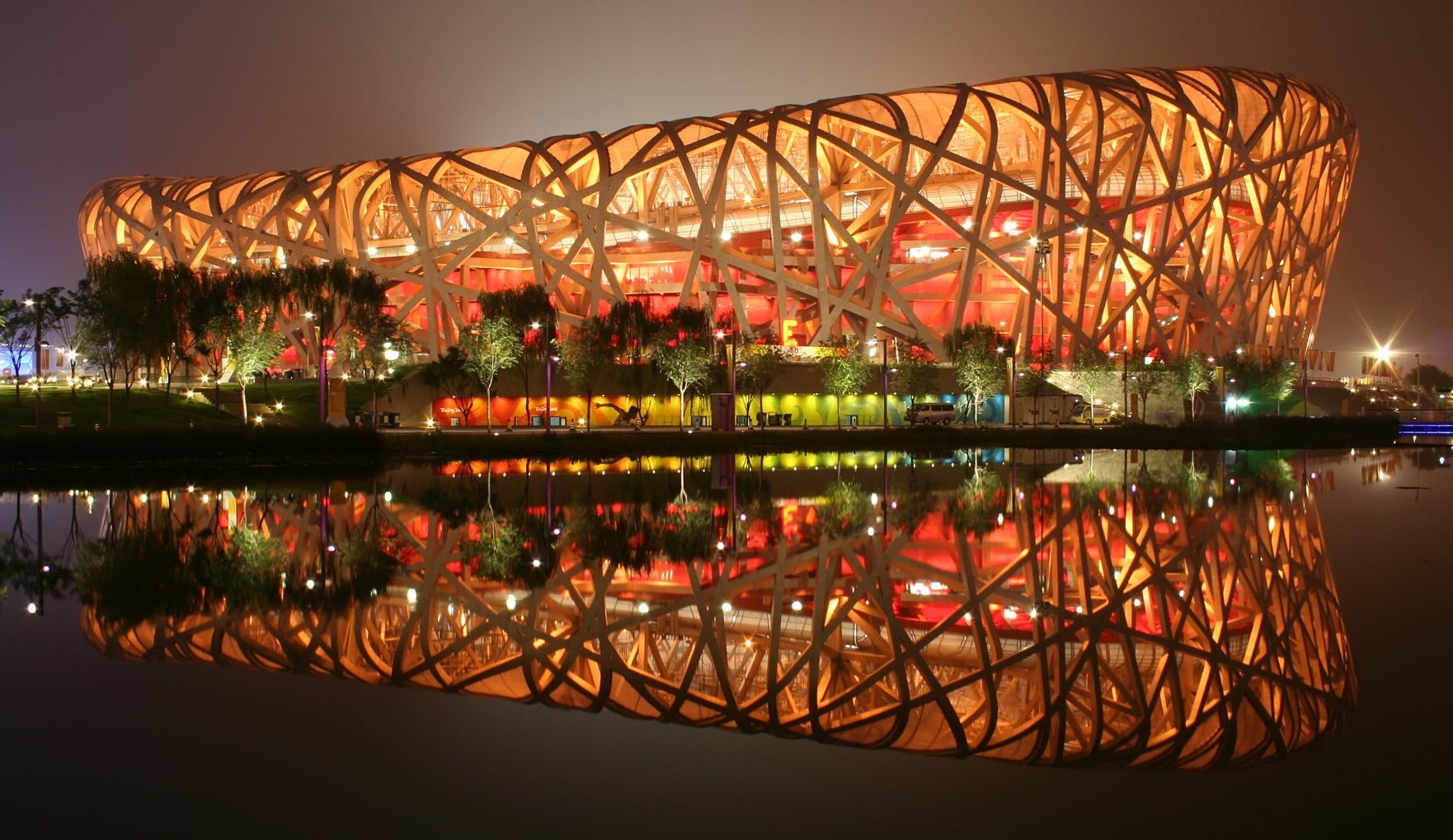
Das Nationalstadion Peking während der Weltmeisterschaften

Der 800-Meter-Lauf der Männer bei den Leichtathletik-Weltmeisterschaften 2015 wurde am 22., 23. und 25. August 2015 im Nationalstadion der chinesischen Hauptstadt Peking ausgetragen.
Es siegte der aktuelle Olympiasieger, Weltmeister von 2011 und Weltrekordinhaber David Rudisha aus Kenia, der außerdem 2008 und 2010 Afrikameister war. Er gewann vor dem amtierenden Europameister Adam Kszczot aus Polen. Bronze ging an den Bosnier Amel Tuka.

## Bestehende Rekorde
| Weltrekord               | David Rudisha    | 1:40,91 min | OS in London, Großbritannien | 9. August 2012    |
| Weltmeisterschaftsrekord | Billy Konchellah | 1:43,06 min | WM in Rom, Italien           | 1. September 1987 |

Der bestehende WM-Rekord wurde bei diesen Weltmeisterschaften nicht eingestellt und nicht verbessert.
Es wurde ein Landesrekord aufgestellt:

1:47,70 min – Musa Hajdari (Kosovo), vierter Vorlauf

## Doping
In diesem Wettbewerb gab es einen Dopingfall: Der im Finale zunächst auf Rang sieben eingelaufenen Marokkaner Nader Belhanbel wurde bei Nachkontrollen im Jahr 2017 der Einnahme verbotener Substanzen überführt und nachträglich disqualifiziert.
Belhanbel errang zwar keine Medaille, sodass es im Finale keine benachteiligten Sportler gab, die erst später ihre Medaille bekommen hätten. Aber der Marokkaner erreichte das Finale, wodurch es zu Wettbewerbsverzerrungen kam. In der Vorrunde wäre der Slowene Žan Rudolf über die Zeitregel für das Halbfinale qualifiziert gewesen, im Semifinale galt das ebenso für den Polen Marcin Lewandowski. Diesen beiden Sportlern wurde das Erreichen der jeweils nächsten Runde durch Belhanbels Dopingbetrug verwehrt.

## Vorläufe
Aus den sechs Vorläufen qualifizierten sich die jeweils drei Ersten jedes Laufes – hellblau unterlegt – und zusätzlich die sechs Zeitschnellsten – hellgrün unterlegt – für das Halbfinale.

### Lauf 1

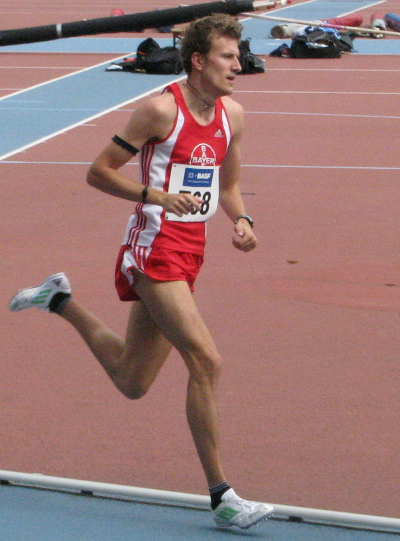
Um einen Platz verfehlte Robin Schembera nach Rang vier in 1:48,04 min den Einzug ins Halbfinale
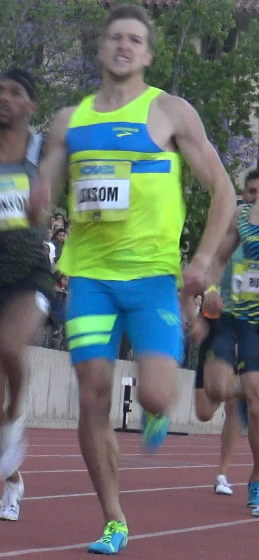
Casimir Loxsom – ausgeschieden als Sechster in 1:48,97 min
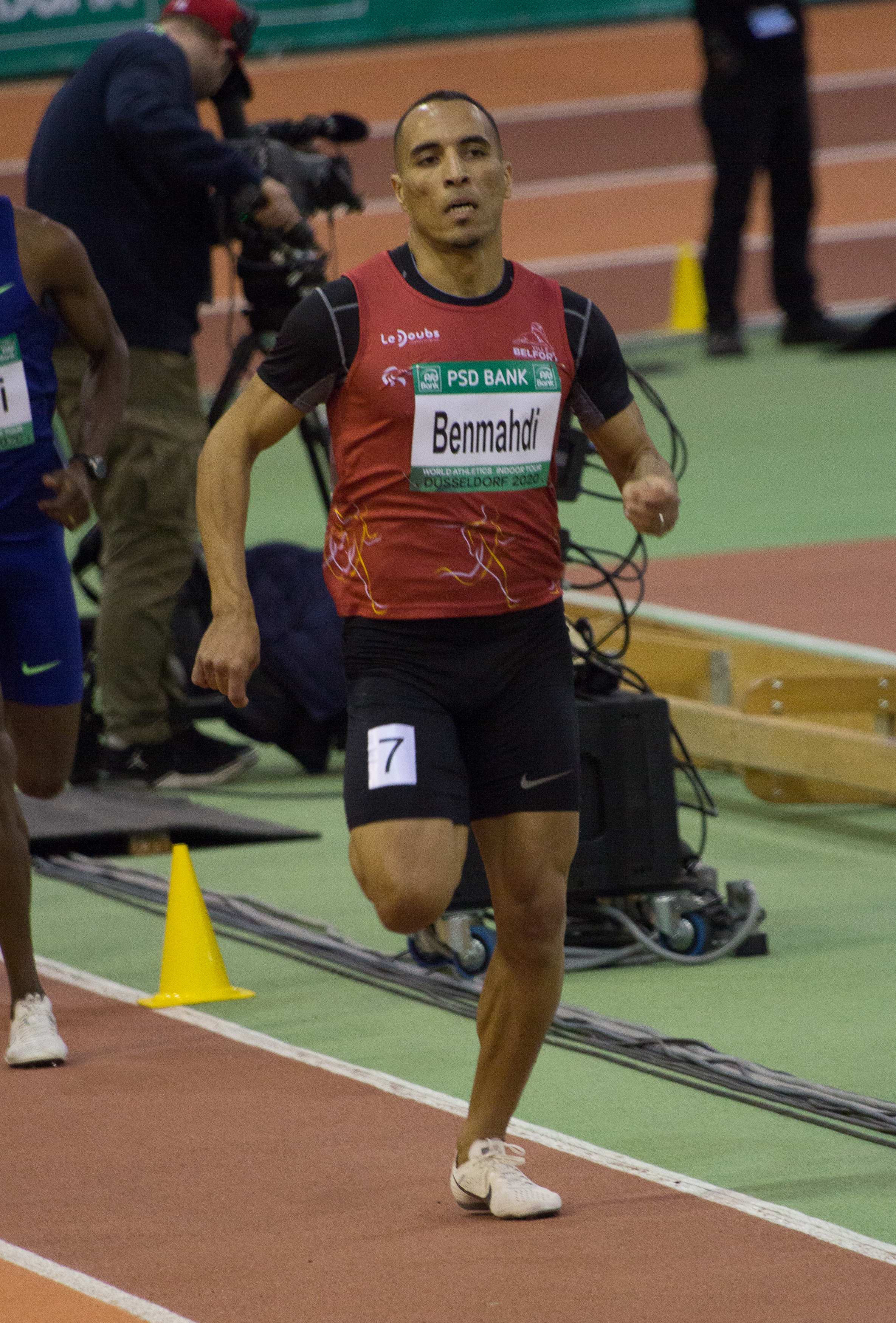
Khalid Benmahdi – ausgeschieden als Achter in 1:49,61 min

22. August 2015, 11:50 Uhr (5:50 Uhr MESZ)
| Platz | Name            | Land          | Zeit (min) |
| ----- | --------------- | ------------- | ---------- |
| 1     | Nijel Amos      | Botswana      | 1:47,23    |
| 2     | Antoine Gakeme  | Burundi       | 1:47,47    |
| 3     | Ali Al-Deraan   | Saudi-Arabien | 1:47,65    |
| 4     | Robin Schembera | Deutschland   | 1:48,04    |
| 5     | Joshua Ralph    | Australien    | 1:48,90    |
| 6     | Casimir Loxsom  | USA           | 1:48,97    |
| 7     | Khalid Benmahdi | Algerien      | 1:49,61    |

### Lauf 2
22. August 2015, 11:58 Uhr (5:58 Uhr MESZ)
| Platz | Name                  | Land           | Zeit (min) |
| ----- | --------------------- | -------------- | ---------- |
| 1     | Mohammed Aman         | Äthiopien      | 1:47,87    |
| 2     | Pierre-Ambroise Bosse | Frankreich     | 1:47,89    |
| 3     | Clayton Murphy        | USA            | 1:48,08    |
| 4     | Giordano Benedetti    | Italien        | 1:48,15    |
| 5     | Jozef Repčík          | Slowakei       | 1:48,26    |
| 6     | Jamal Hairane         | Katar          | 1:48,96    |
| 7     | Kyle Langford         | Großbritannien | 1:49,78    |
| 8     | Adnan Taess Akkar     | Irak           | 1:54,44 SB |

Im zweiten Vorlauf ausgeschiedene Mittelstreckler:

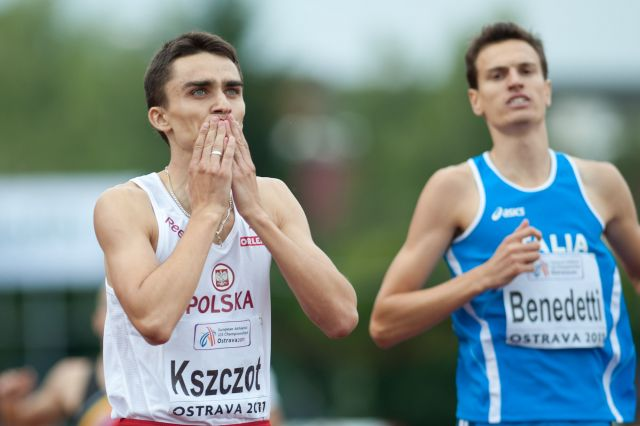
Giordano Benedetti (rechts) Rang vier in 1:48,15 min
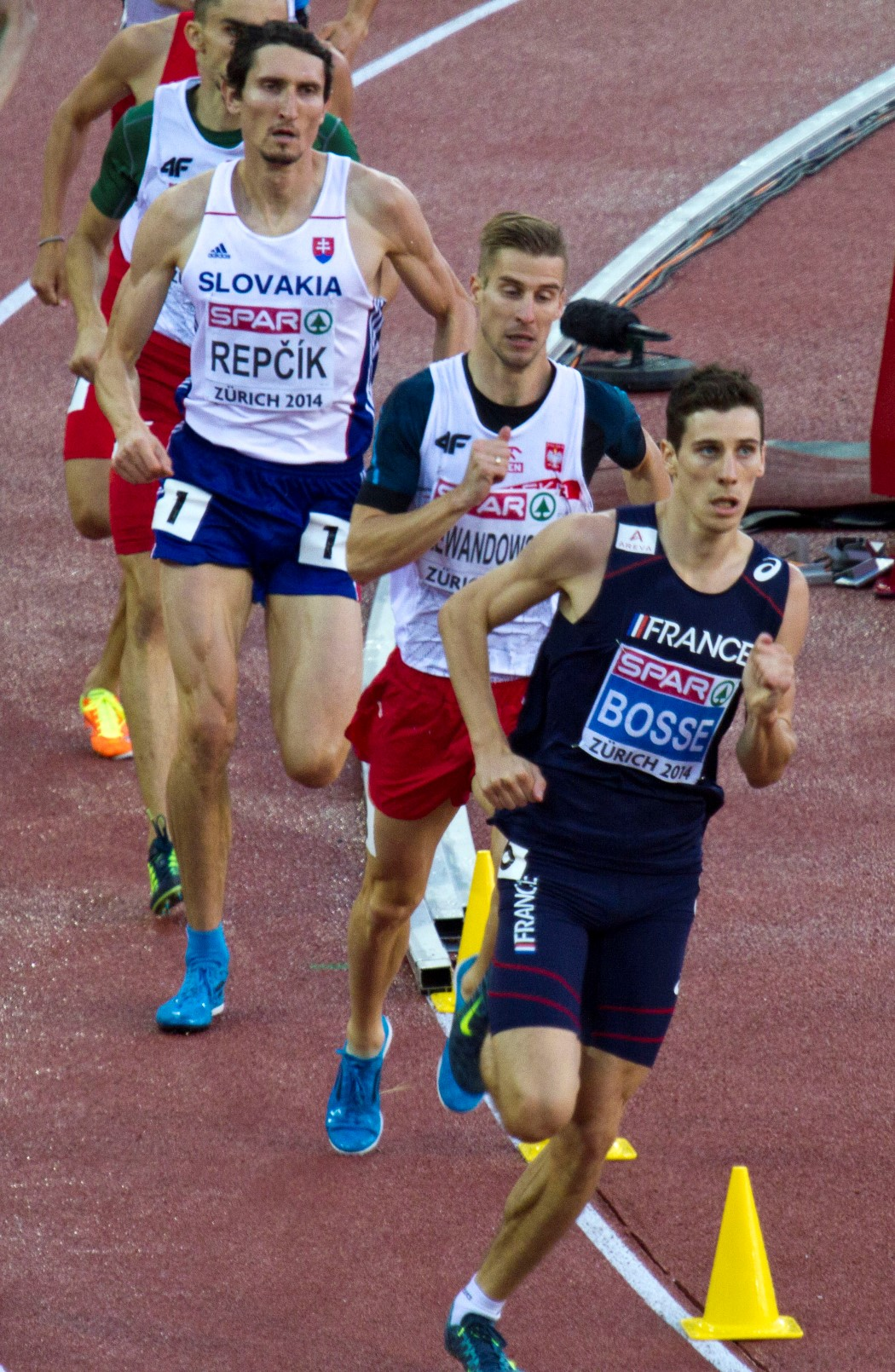
Jozef Repčík (Dritter von rechts) – Rang fünf in 1:48,26 min
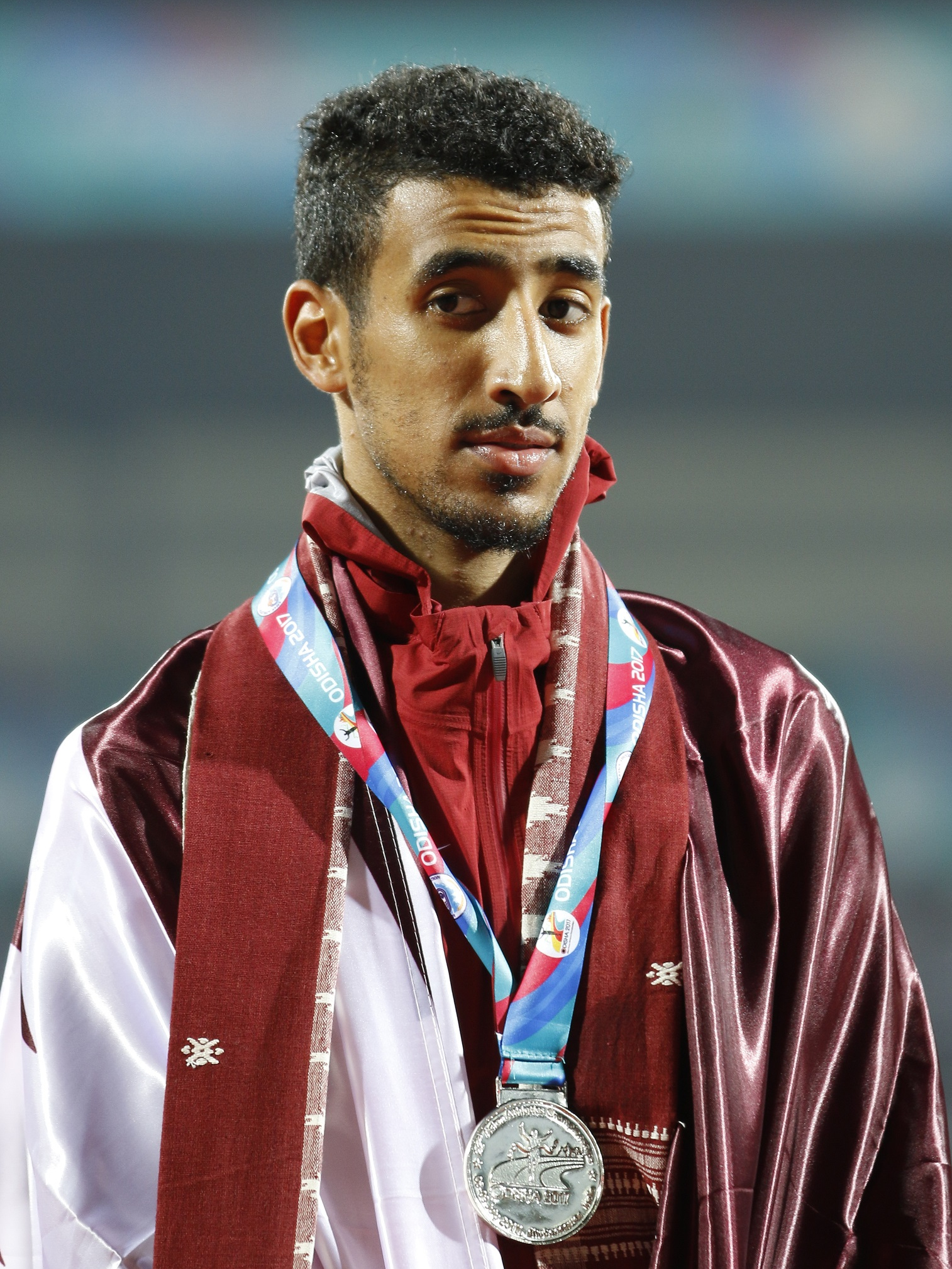
Jamal Hairane Rang sechs in 1:48,96 min
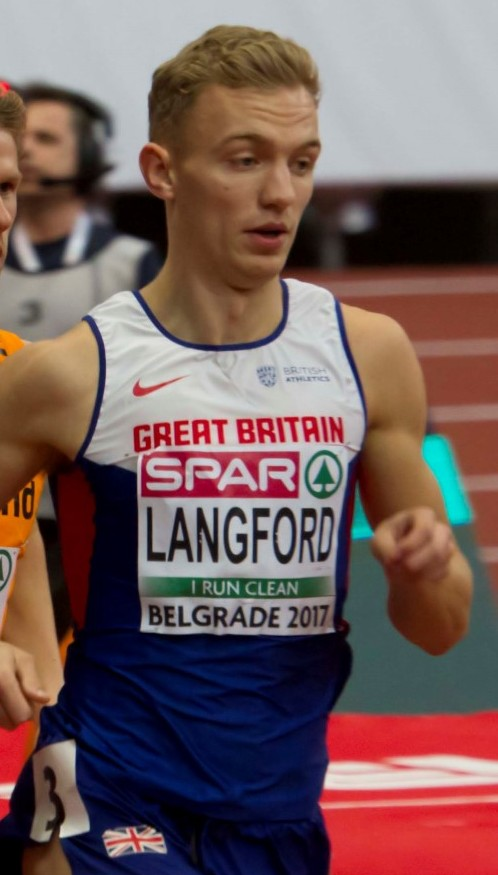
Kyle Langford Rang sieben in 1:49,78 min

### Lauf 3

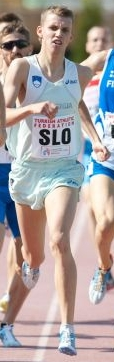
Žan Rudolf wäre über seine Zeit eigentlich für das Halbfinale startberechtigt gewesen, der gedopte Marokkaner Nader Belhanbel nahm ihm diesen Platz weg

22. August 2015, 12:06 Uhr (6:06 Uhr MESZ)
| Platz | Name             | Land                    | Zeit (min)                                         |
| ----- | ---------------- | ----------------------- | -------------------------------------------------- |
| 1     | Amel Tuka        | Bosnien und Herzegowina | 1:46,12                                            |
| 2     | Rafith Rodríguez | Kolumbien               | 1:46,39                                            |
| 3     | Erik Sowinski    | USA                     | 1:46,63                                            |
| 4     | Mark English     | Irland                  | 1:46,69                                            |
| 5     | Žan Rudolf       | Slowenien               | 1:47,24 eigentlich für das Halbfinale qualifiziert |
| DOP   | Nader Belhanbel  | Marokko                 | 1:46,23 für das Halbfinale zugelassen              |
| DNS   | Alex Amankwah    | Ghana                   |                                                    |

### Lauf 4
22. August 2015, 12:14 Uhr (6:14 Uhr MESZ)
| Platz | Name                    | Land        | Zeit (min) |
| ----- | ----------------------- | ----------- | ---------- |
| 1     | Abraham Rotich          | Bahrain     | 1:48,42    |
| 2     | Amine El Manaoui        | Marokko     | 1:45,86    |
| 3     | Kevin López             | Spanien     | 1:46,06    |
| 4     | Konstantin Tolokonnikow | Russland    | 1:46,07    |
| 5     | Marcin Lewandowski      | Polen       | 1:46,25    |
| 6     | Thijmen Kupers          | Niederlande | 1:46,70    |
| 7     | Musa Hajdari            | Kosovo      | 1:47,70 NR |
| 8     | Brice Etès              | Monaco      | 1:48,52    |

### Lauf 5

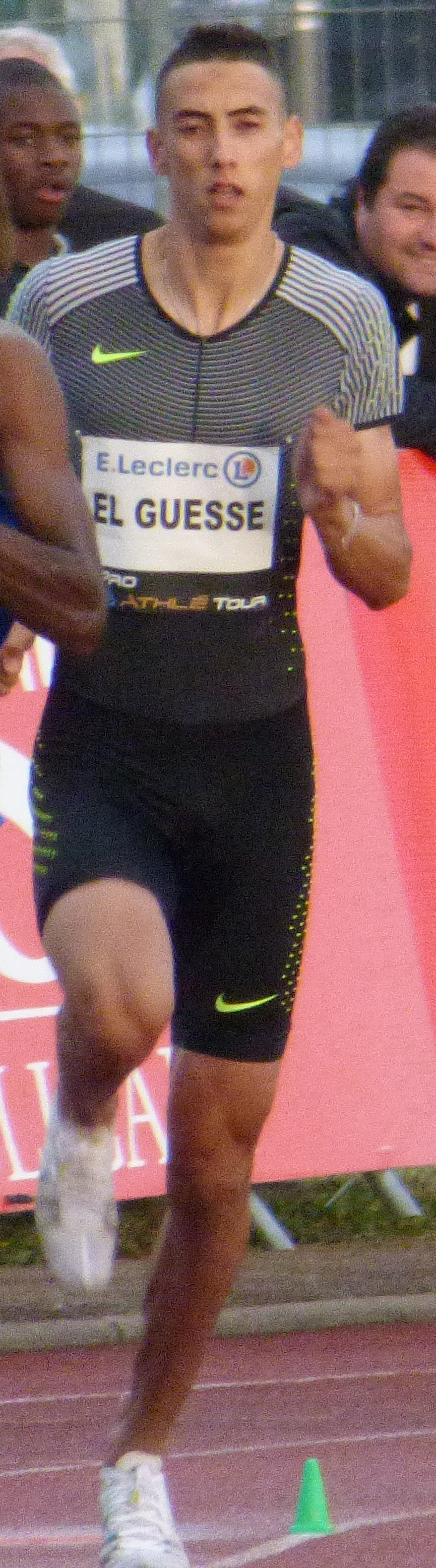
Abdelati El Guesse – ausgeschieden als Fünfter in 1:47,49 min
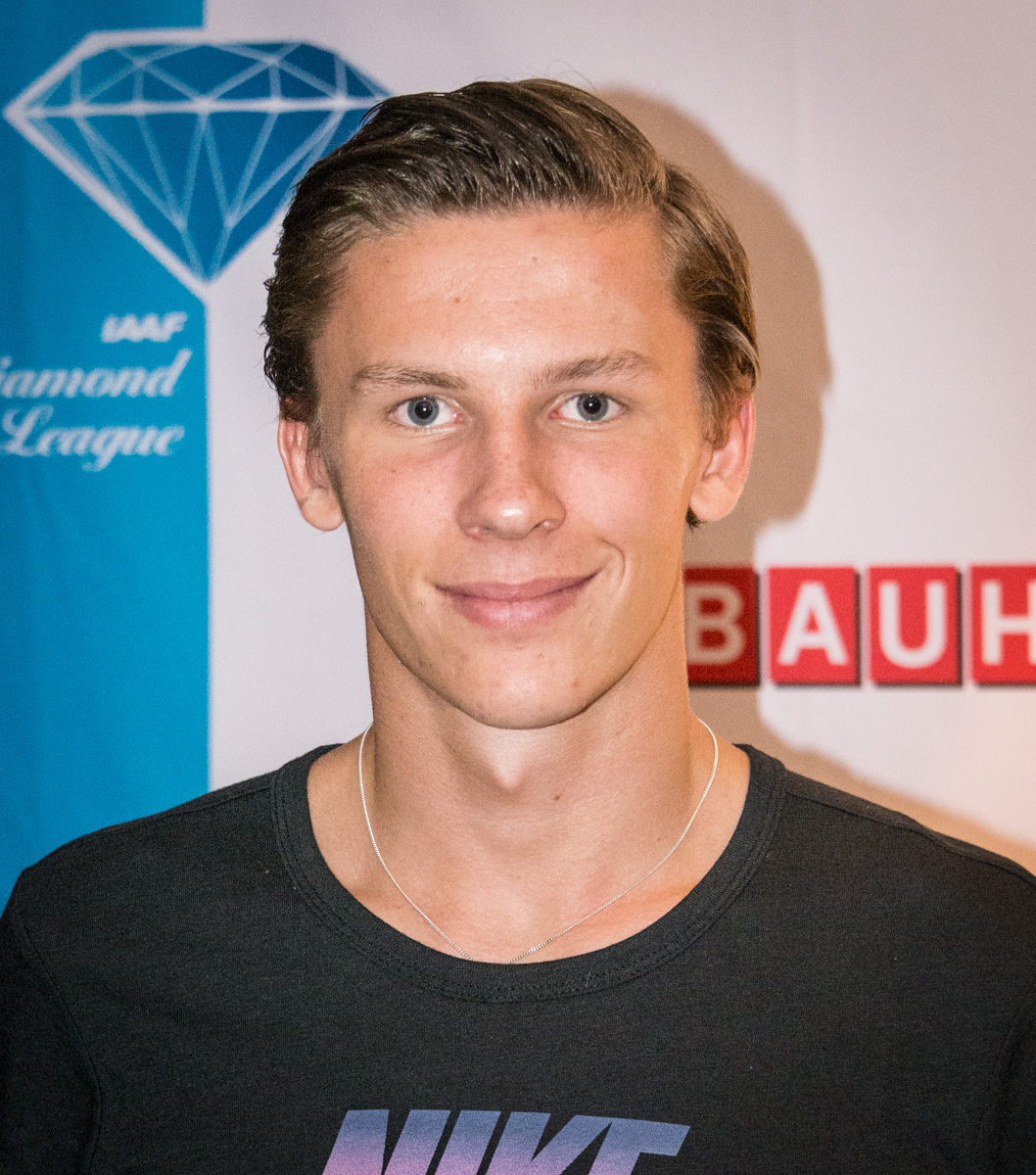
Andreas Almgren – ausgeschieden als Sechster in 1:48,06 min

22. August 2015, 12:22 Uhr (6:22 Uhr MESZ)
| Platz | Name                 | Land       | Zeit (min) |
| ----- | -------------------- | ---------- | ---------- |
| 1     | Adam Kszczot         | Polen      | 1:46,62    |
| 2     | Alfred Kipketer      | Kenia      | 1:46,67    |
| 3     | Jeffrey Riseley      | Australien | 1:46,79    |
| 4     | Jena Umar            | Äthiopien  | 1:47,03    |
| 5     | Abdelati el-Guesse   | Marokko    | 1:47,49    |
| 6     | Andreas Almgren      | Schweden   | 1:48,06    |
| 7     | Rynardt van Rensburg | Südafrika  | 1:48,61    |

### Lauf 6

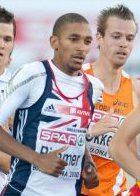
Michael Rimmer – ausgeschieden als Vierter in 1:48,70 min
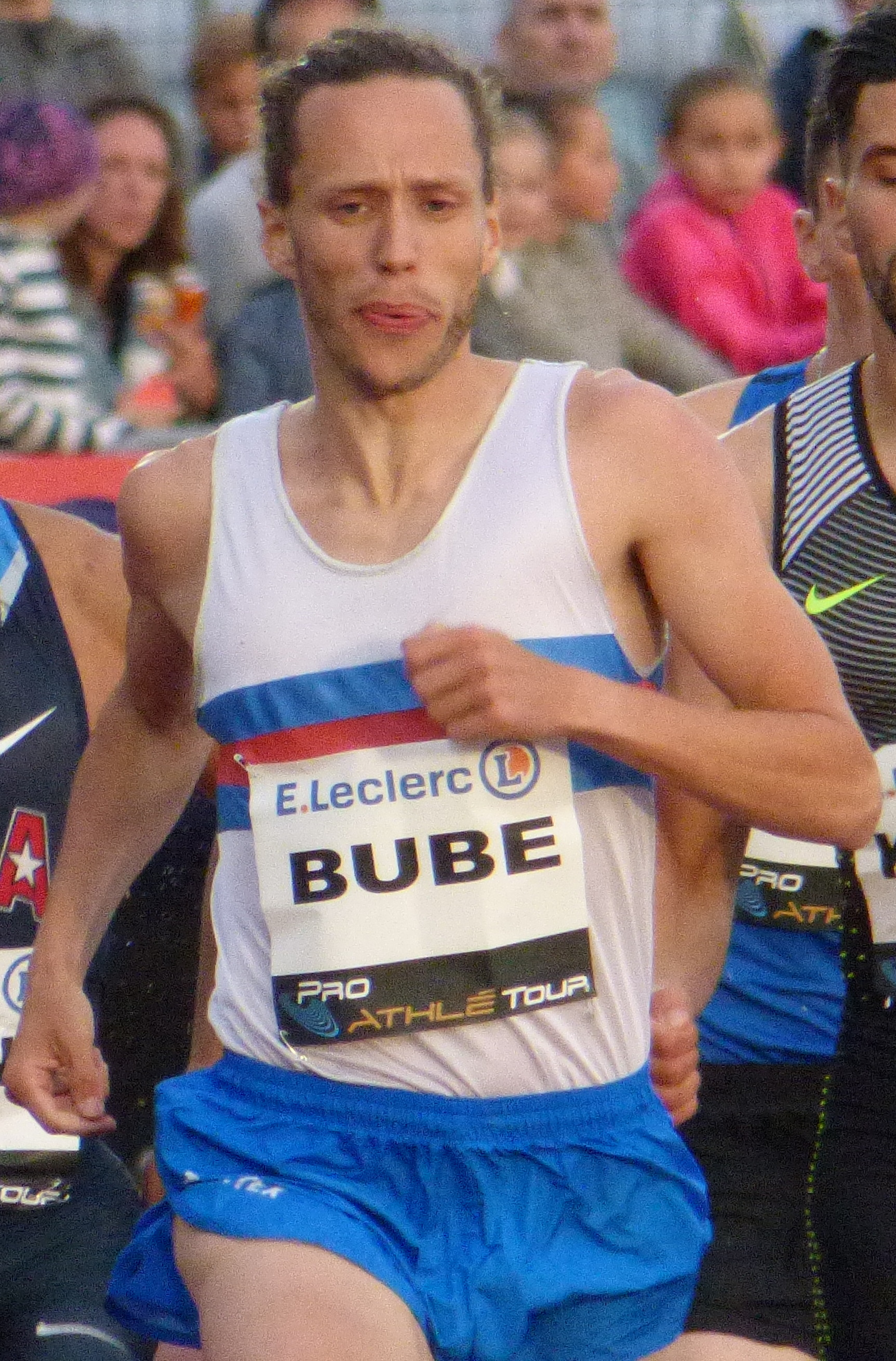
Andreas Bube – ausgeschieden als Fünfter in 1:48,94 min
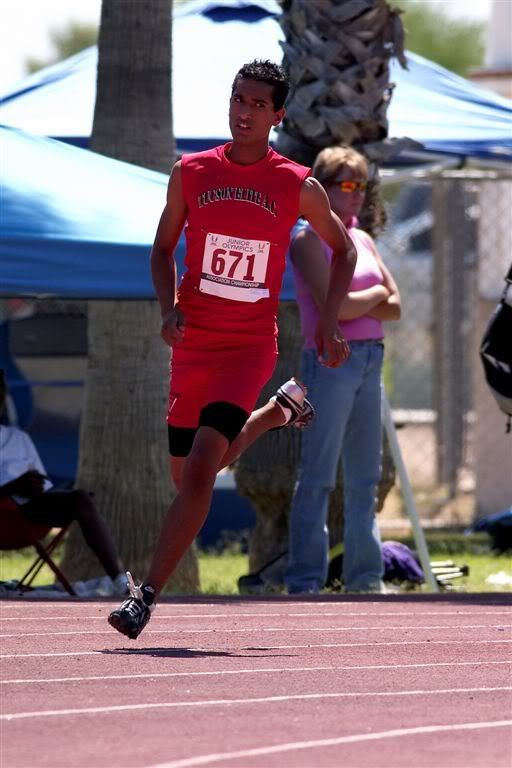
Wais Ibrahim Khairandesh – ausgeschieden als Achter in 1:59,51 min

22. August 2015, 12:30 Uhr (6:30 Uhr MESZ)
| Platz | Name                     | Land           | Zeit (min) |
| ----- | ------------------------ | -------------- | ---------- |
| 1     | David Rudisha            | Kenia          | 1:48,31    |
| 2     | Abraham Rotich           | Bahrain        | 1:48,42    |
| 3     | Musaeb Abdulrahman Balla | Katar          | 1:48,59    |
| 4     | Michael Rimmer           | Großbritannien | 1:48,70    |
| 5     | Andreas Bube             | Dänemark       | 1:48,94    |
| 6     | Artur Kuciapski          | Polen          | 1:49,22    |
| 7     | Cleiton Abrão            | Brasilien      | 1:49,79    |
| 8     | Wais Ibrahim Khairandesh | Afghanistan    | 1:59,51    |

## Halbfinale
Aus den drei Halbfinalläufen qualifizierten sich die beiden Ersten jedes Laufes – hellblau unterlegt – und zusätzlich die beiden Zeitschnellsten – hellgrün unterlegt – für das Finale.

### Lauf 1
23. August 2015, 20:15 Uhr (14:15 Uhr MESZ)
| Platz | Name                  | Land        | Zeit (min)                    |
| ----- | --------------------- | ----------- | ----------------------------- |
| 1     | Adam Kszczot          | Polen       | 1:44,97                       |
| 2     | Alfred Kipketer       | Kenia       | 1:44,99                       |
| 3     | Pierre-Ambroise Bosse | Frankreich  | 1:45,02                       |
| 4     | Kevin López           | Spanien     | 1:45,84                       |
| 5     | Amine El Manaoui      | Marokko     | 1:46,09                       |
| 6     | Clayton Murphy        | USA         | 1:46,28                       |
| 7     | Thijmen Kupers        | Niederlande | 1:47,74                       |
| DSQ   | Mohammed Aman         | Äthiopien   | IAAF Rule 163.2 – Behinderung |

Im zweiten Halbfinale ausgeschiedene Mittelstreckler:

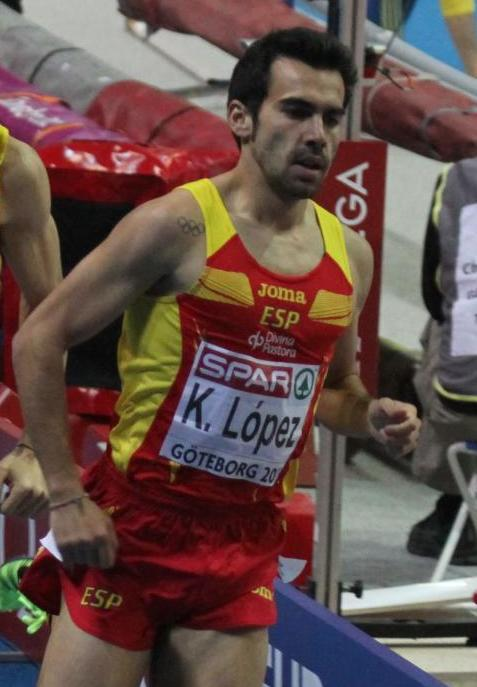
Kevin López Rang vier in 1:45,84 min
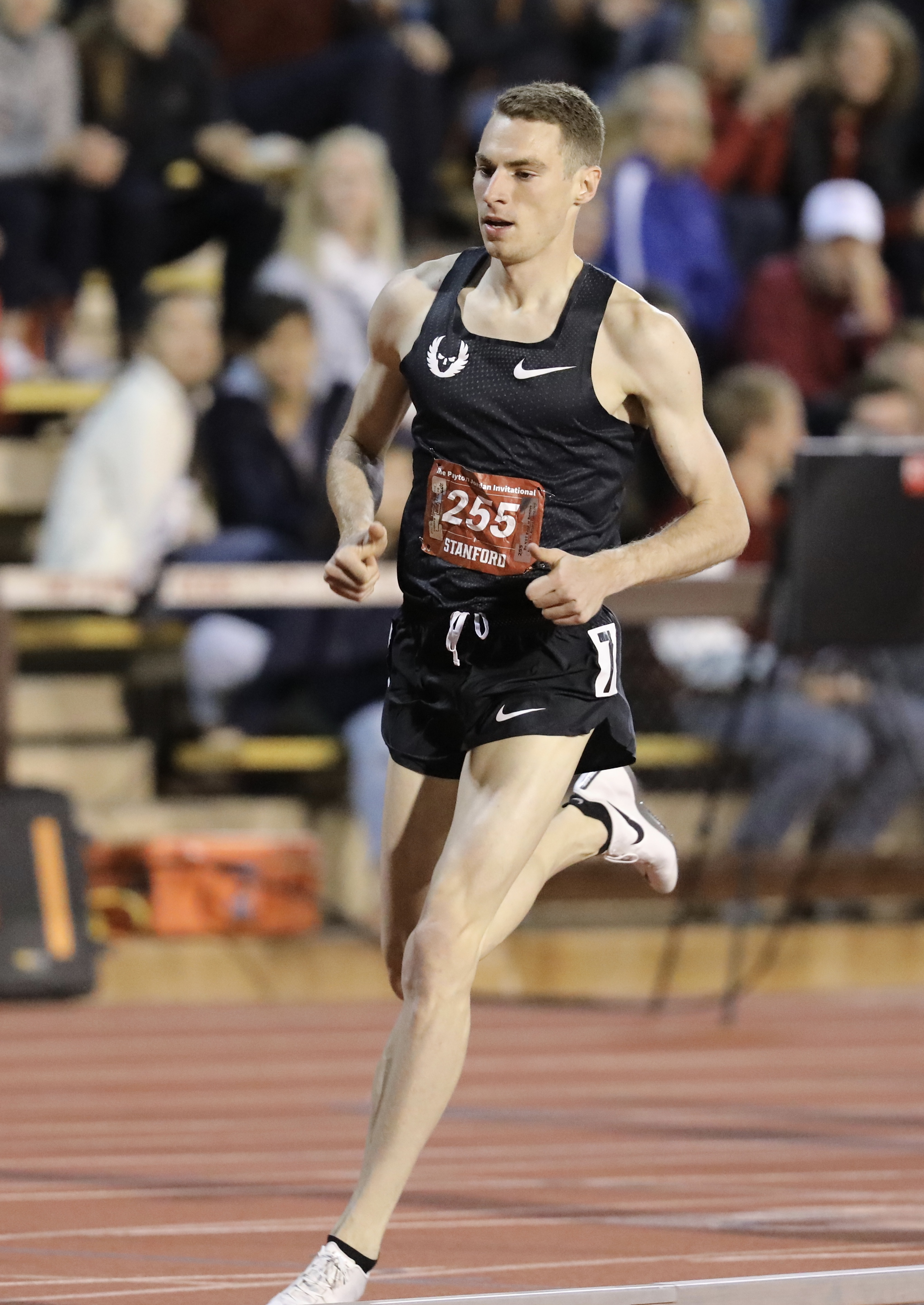
Clayton Murphy Rang sechs in 1:46,28 min
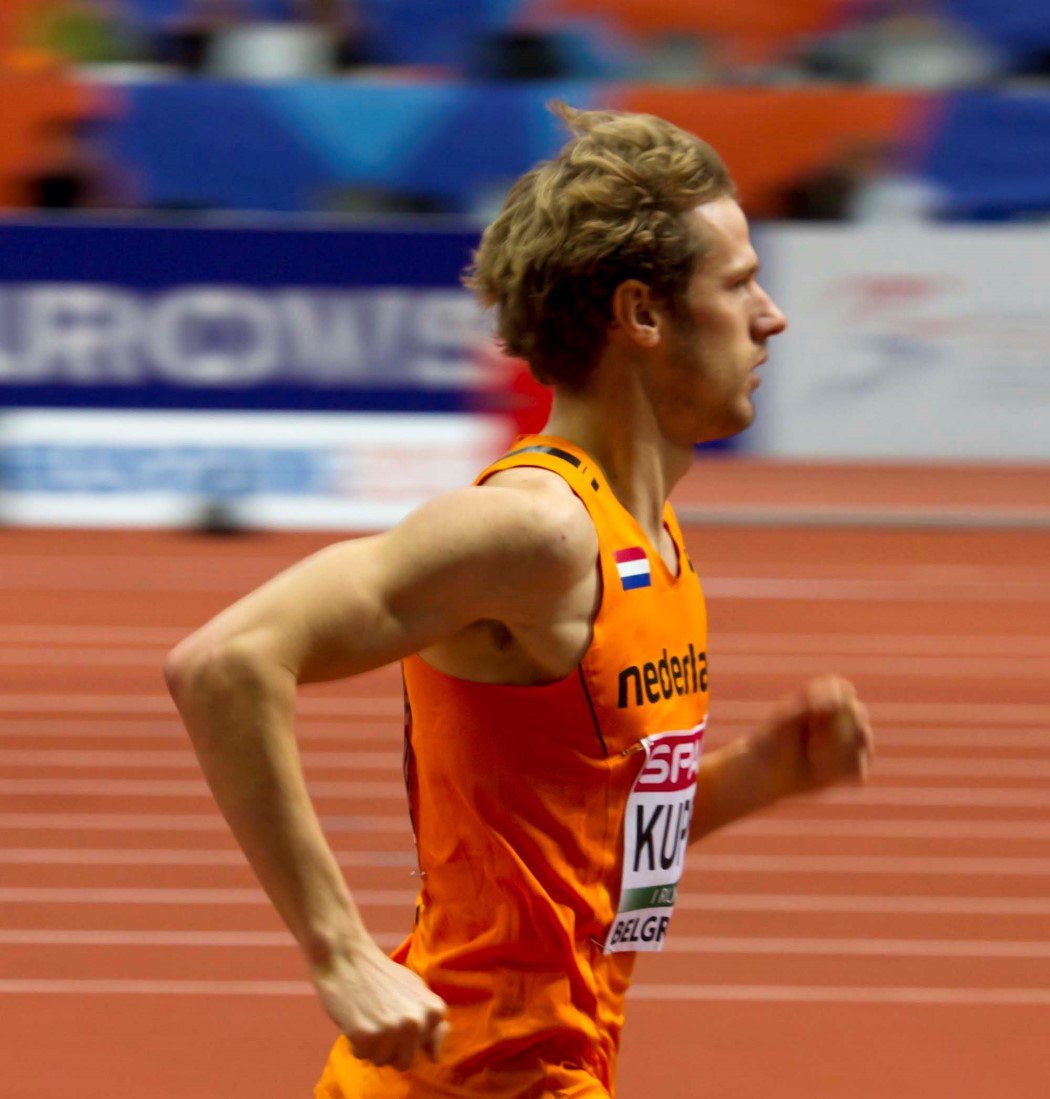
Thijmen Kupers Rang sieben in 1:47,74 min
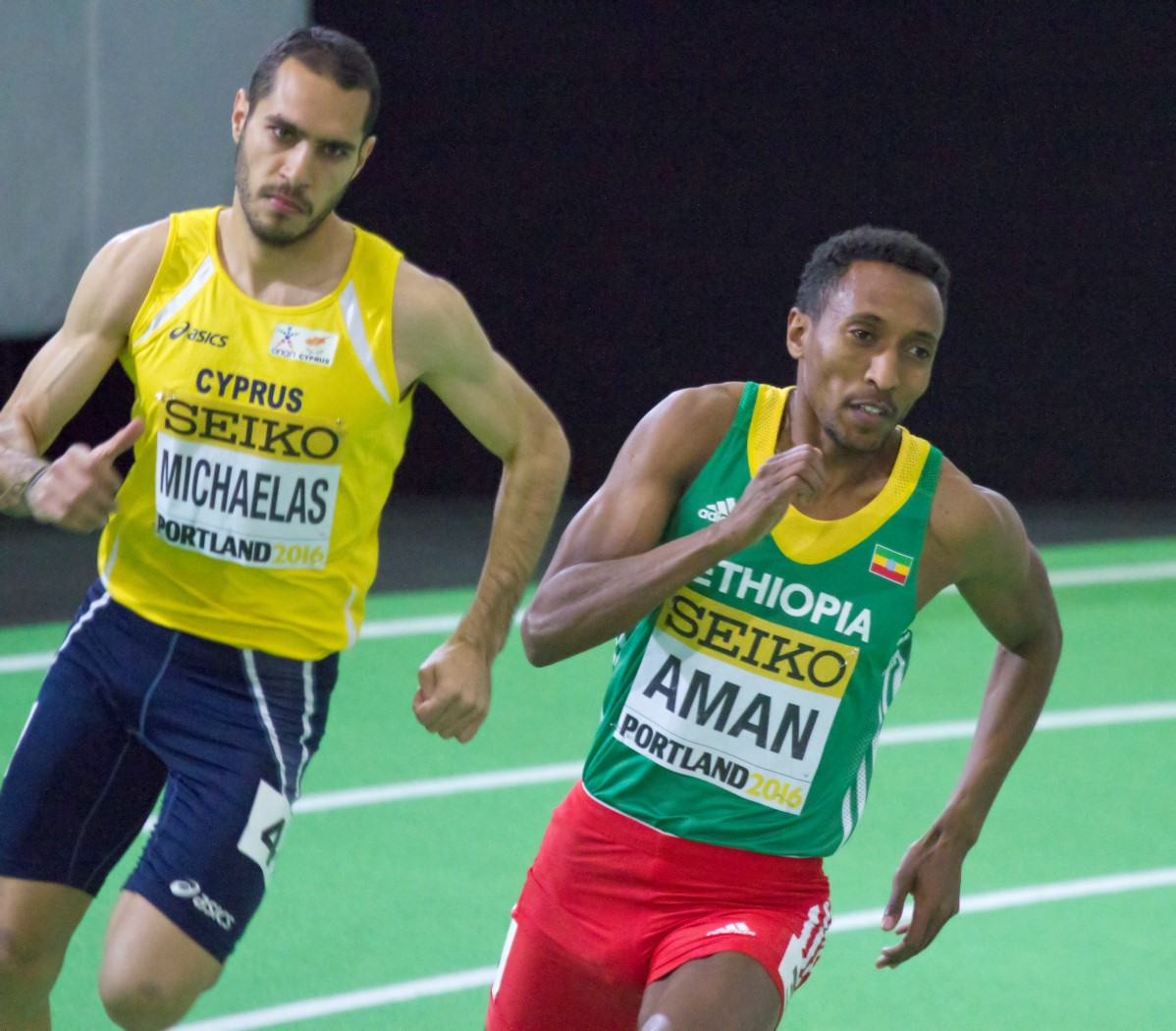
Mohammed Aman (rechts) disqualifiziert wegen miBehinderung

### Lauf 2

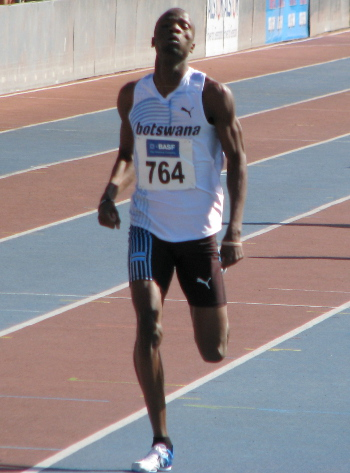
Nijel Amos – ausgeschieden als Sechster in 1:48,86 min
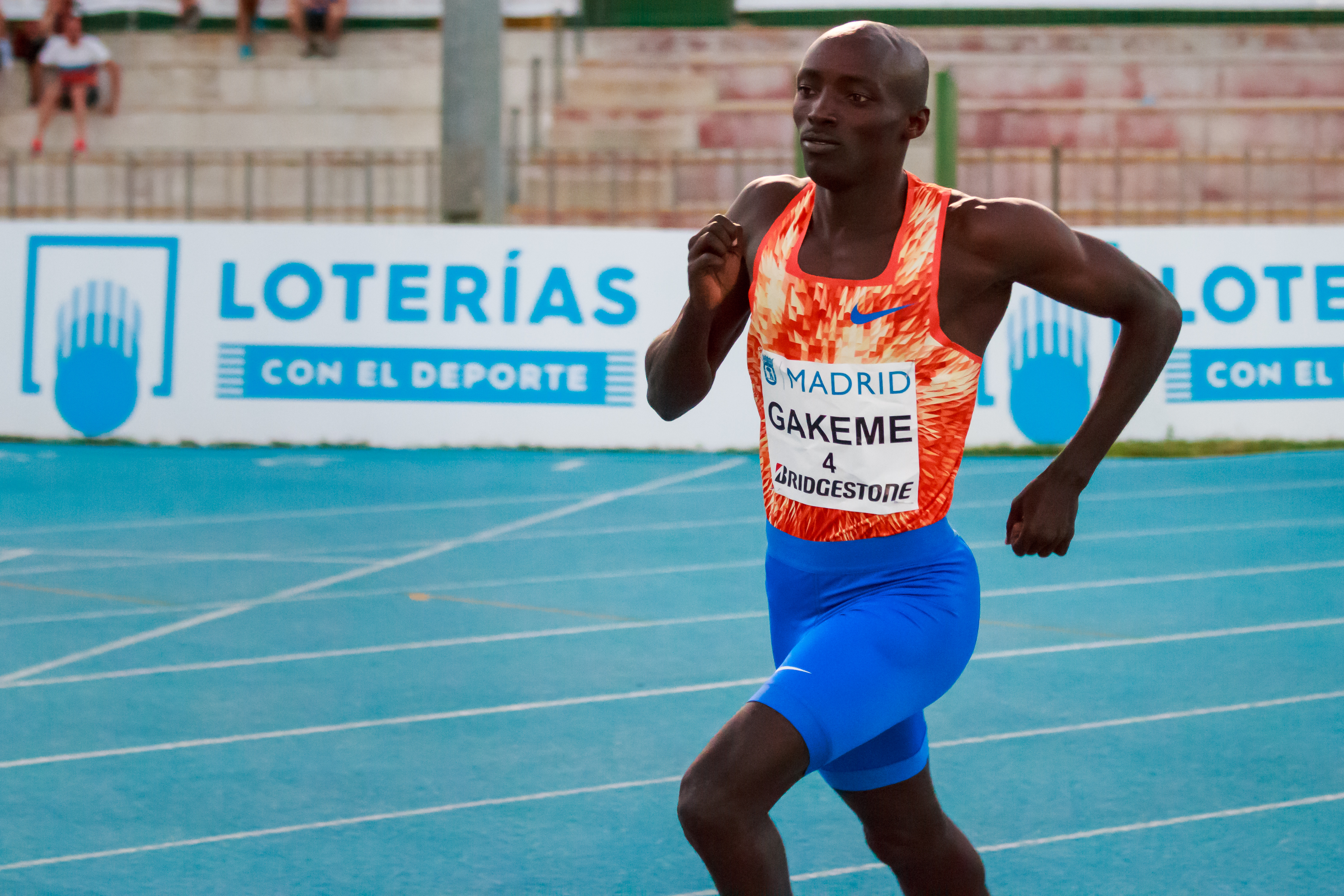
Antoine Gakeme – ausgeschieden als Siebter in 1:48,86 min

23. August 2015, 20:23 Uhr (14:23 Uhr MESZ)
| Platz | Name                     | Land          | Zeit (min) |
| ----- | ------------------------ | ------------- | ---------- |
| 1     | David Rudisha            | Kenia         | 1:47,70    |
| 2     | Musaeb Abdulrahman Balla | Katar         | 1:47,93    |
| 3     | Nijel Amos               | Botswana      | 1:47,96    |
| 4     | Konstantin Tolokonnikow  | Russland      | 1:48,32    |
| 5     | Abraham Rotich           | Bahrain       | 1:48,61    |
| 6     | Ali Al-Deraan            | Saudi-Arabien | 1:48,71    |
| 7     | Antoine Gakeme           | Burundi       | 1:48,86    |
| DNS   | Jeffrey Riseley          | Australien    |            |

### Lauf 3
23. August 2015, 20:31 Uhr (14:31 Uhr MESZ)
| Platz | Name                      | Land                    | Zeit (min)                                     |
| ----- | ------------------------- | ----------------------- | ---------------------------------------------- |
| 1     | Amel Tuka                 | Bosnien und Herzegowina | 1:44,84                                        |
| 2     | Ferguson Cheruiyot Rotich | Kenia                   | 1:44,85                                        |
| 3     | Marcin Lewandowski        | Polen                   | 1:45,34 eigentlich für das Finale qualifiziert |
| 4     | Mark English              | Irland                  | 1:45,55                                        |
| 5     | Rafith Rodríguez          | Kolumbien               | 1:45,63                                        |
| 6     | Erik Sowinski             | USA                     | 1:47,16                                        |
| 7     | Jena Umar                 | Äthiopien               | 1:48,68                                        |
| DOP   | Nader Belhanbel           | Marokko                 | 1:45,28 für das Finale zugelassen              |

Im dritten Halbfinale ausgeschiedene Mittelstreckler:

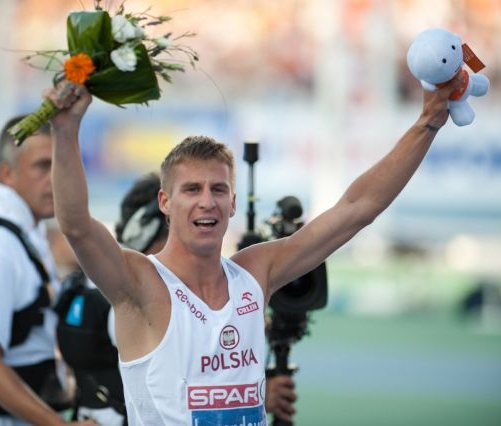
Marcin Lewandowski wäre unter regulären Bedingungen über die Zeitregel im Finale startberechtigt gewesen, was jedoch durch den gedopten Marokkaner Nader Belhanbel verhindert wurde
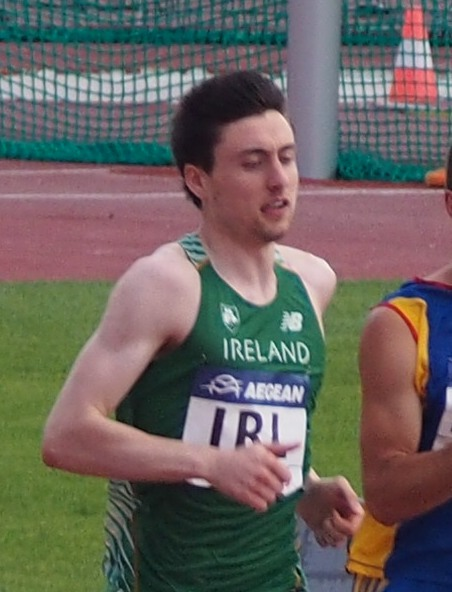
Mark English – ausgeschieden als Vierter in 1:45,55 min
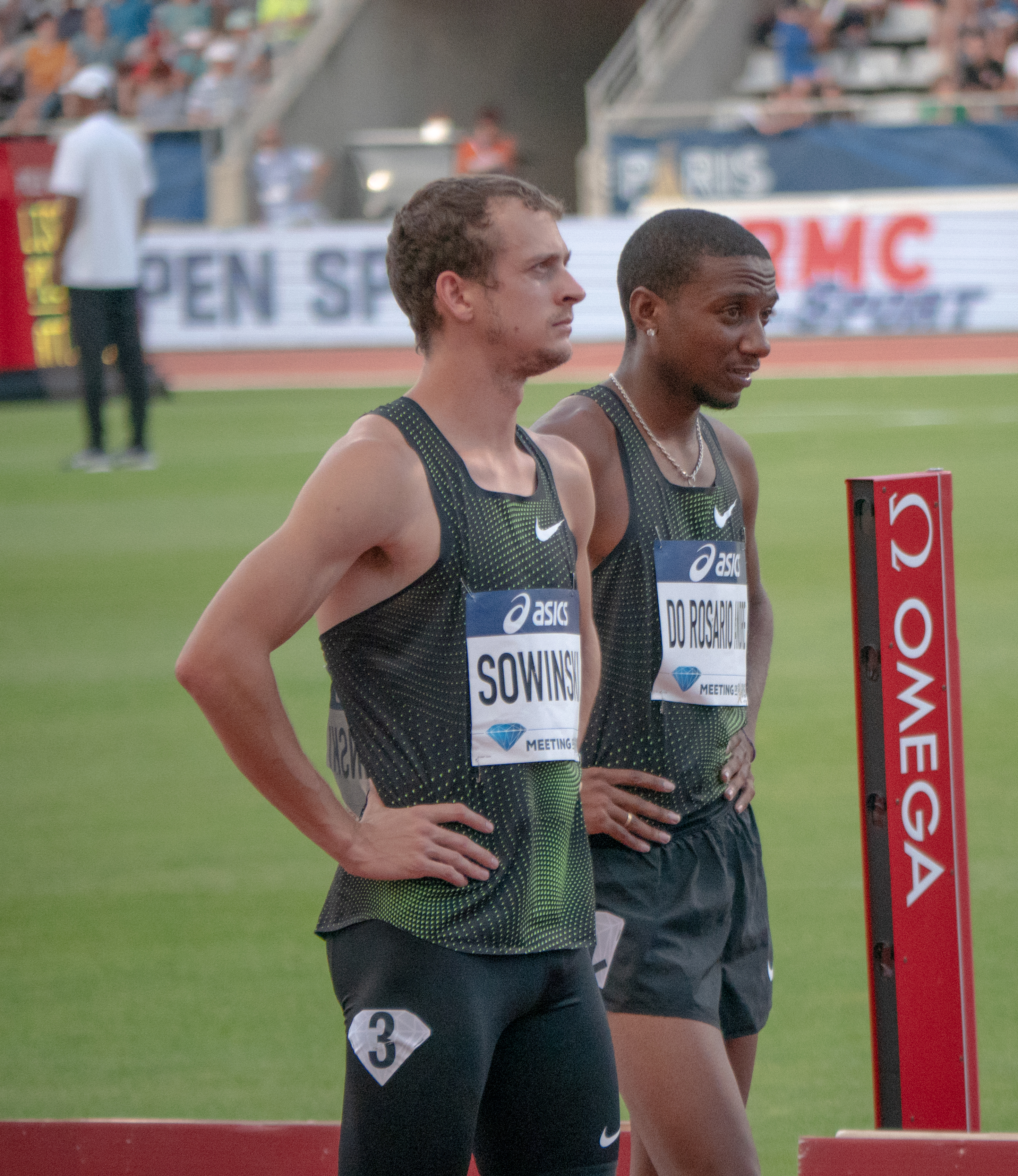
Erik Sowinski – ausgeschieden als Sechster in 1:47,16 min

## Finale
25. August 2015, 20:55 Uhr (14:55 Uhr MESZ)
Favorit für dieses Finale war aktuelle Olympiasieger und Weltrekordinhaber David Rudisha aus Kenia, der im Gegensatz zu den Weltmeisterschaften 2013 hier wieder mit dabei war. Seine stärksten Gegner waren der amtierende Weltmeister Mohammed Aman aus Äthiopien. der allerdings im Halbfinale wegen einer Behinderung disqualifiziert worden war, und der polnische Europameister Adam Kszczot.

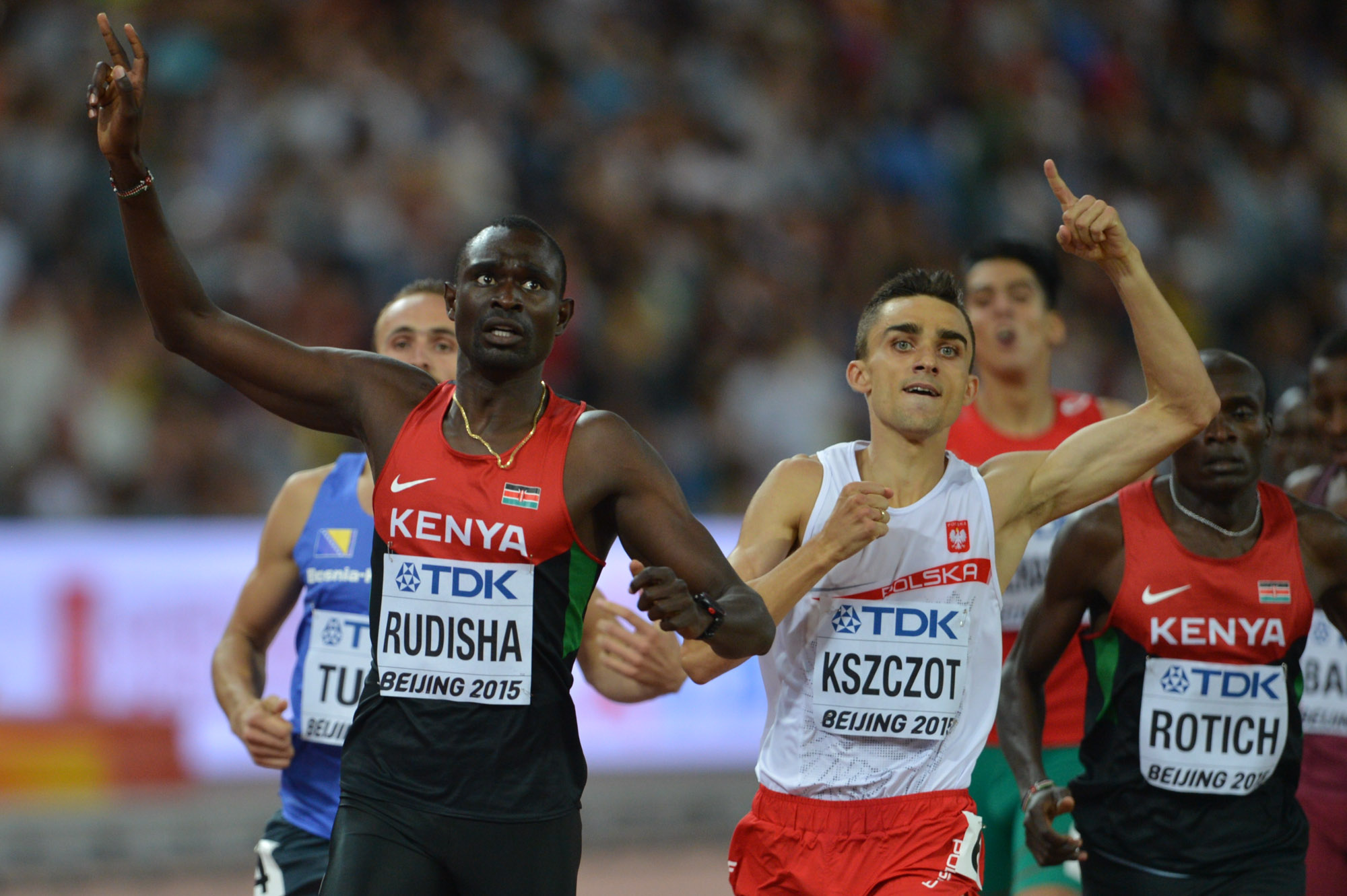
David Rudisha und Adam Kszczot nach ihrem Erfolg im 800-Meter-Finale

Im Gegensatz zu den Olympischen Spielen von London verzichtete Rudisha hier auf einen Tempolauf von der Spitze weg. Er lief zwar in der führenden Position mit seinem Landsmann Ferguson Cheruiyot Rotich an seiner Seite, das Tempo war mit 54,15 s für die erste Runde allerdings äußerst moderat. Das Feld hielt sich in Zweier- oder sogar Dreierreihen dicht hinter den beiden Kenianern. Auf der Gegengeraden der Schlussrunde wurde es dann schneller. Rudisha selber forcierte, innen versuchte Kszczot eine Attacke, die Rudisha jedoch sofort konterte. Aus der Zielkurve kam Rudisha weiter als Führender auf die Zielgerade, Kszczot folgte dicht hinter ihm vor Rotich, dem Franzosen Pierre-Ambroise Bosse und Amel Tuka aus Bosnien und Herzegowina. Auf den letzten hundert Metern war David Rudisha der Schnellste und setzte sich auch in diesem Spurtrennen durch. Vizeweltmeister wurde Adam Kszczot. Amel Tuka sicherte sich mit starken letzten fünfzig Metern die Bronzemedaille vor Ferguson Cheruiyot Rotich und Pierre-Ambroise Bosse.
| Platz | Athlet                    | Land                    | Zeit (min) |
| ----- | ------------------------- | ----------------------- | ---------- |
|       | David Rudisha             | Kenia                   | 1:45,84    |
|       | Adam Kszczot              | Polen                   | 1:46,08    |
|       | Amel Tuka                 | Bosnien und Herzegowina | 1:46,30    |
| 4     | Ferguson Cheruiyot Rotich | Kenia                   | 1:46,35    |
| 5     | Pierre-Ambroise Bosse     | Frankreich              | 1:46,63    |
| 6     | Musaeb Abdulrahman Balla  | Katar                   | 1:47,01    |
| 7     | Alfred Kipketer           | Kenia                   | 1:47,66    |
| DOP   | Nader Belhanbel           | Marokko                 | 1:47,09    |

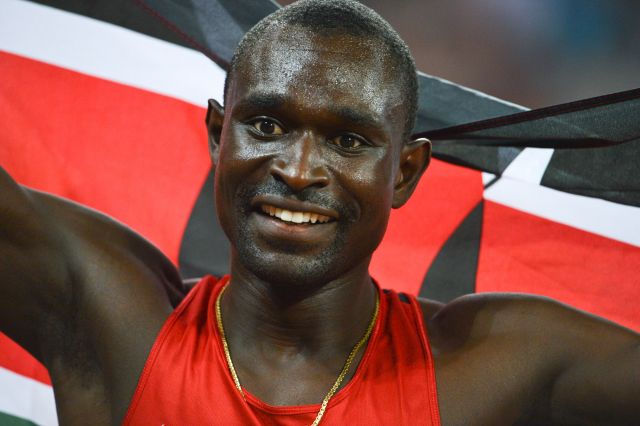
Weltmeister David Rudisha
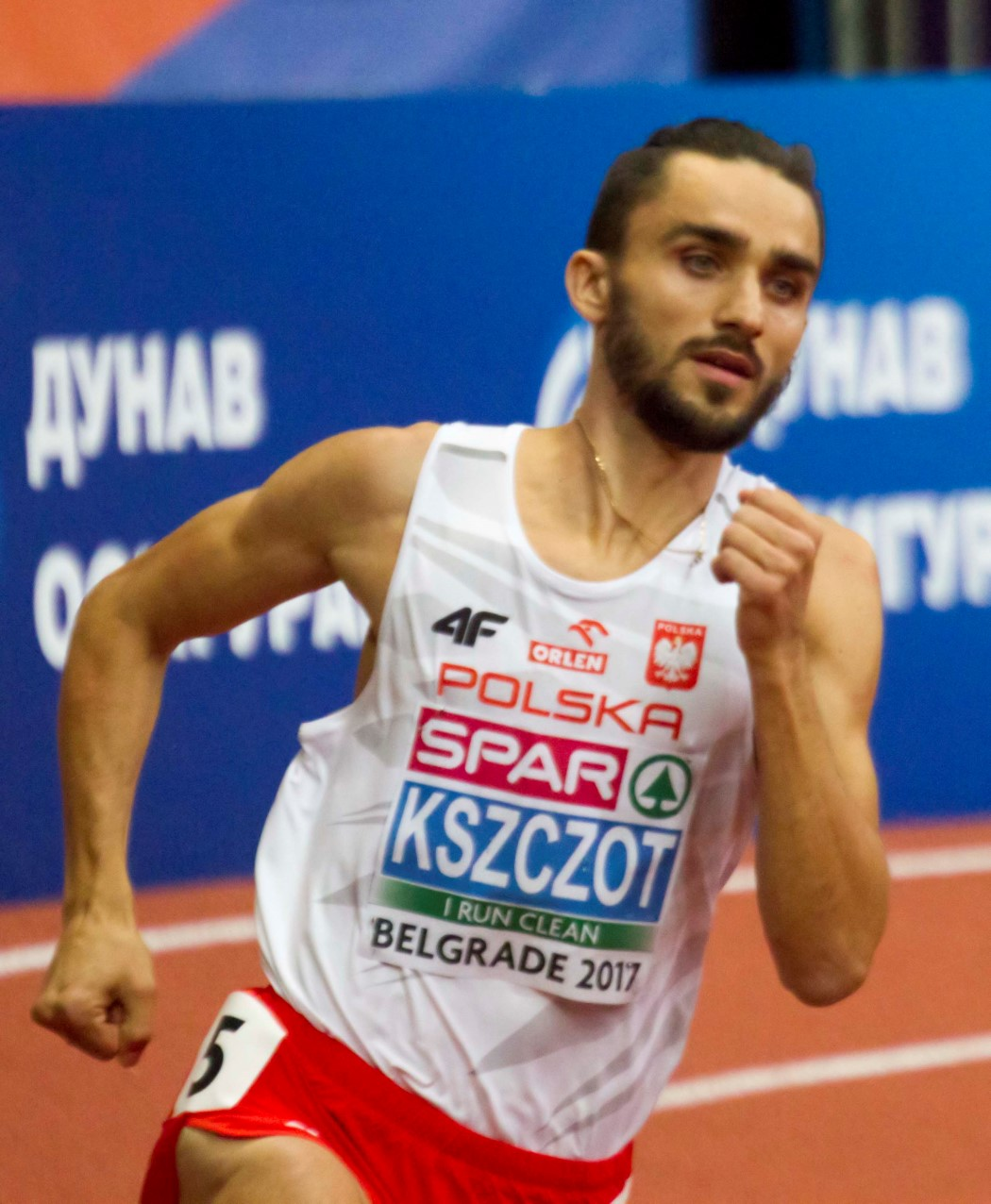
Vizeweltmeister Adam Kszczot
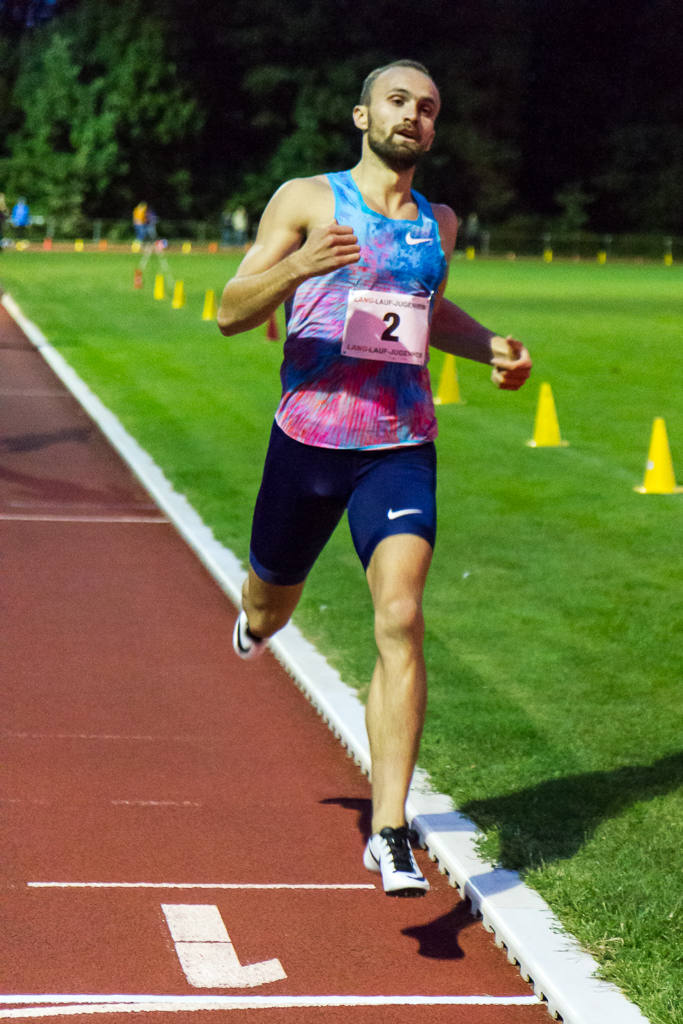
Amel Tuka belegte den dritten Rang

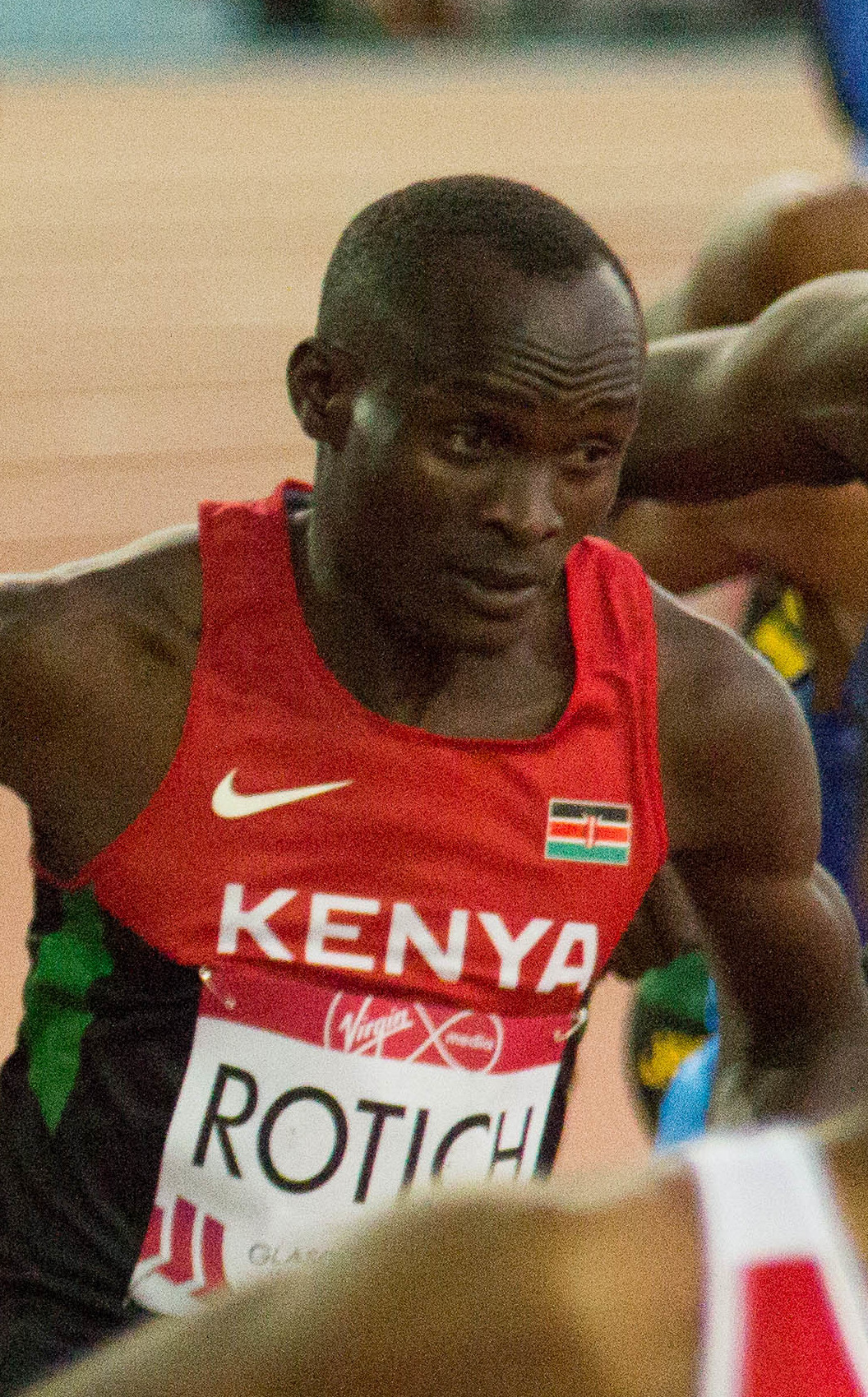
Ferguson Cheruiyot Rotich kam auf den vierten Platz
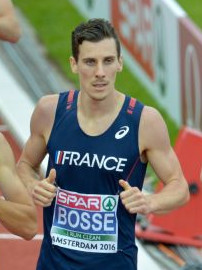
Rang fünf für den Franzosen Pierre-Ambroise Bosse
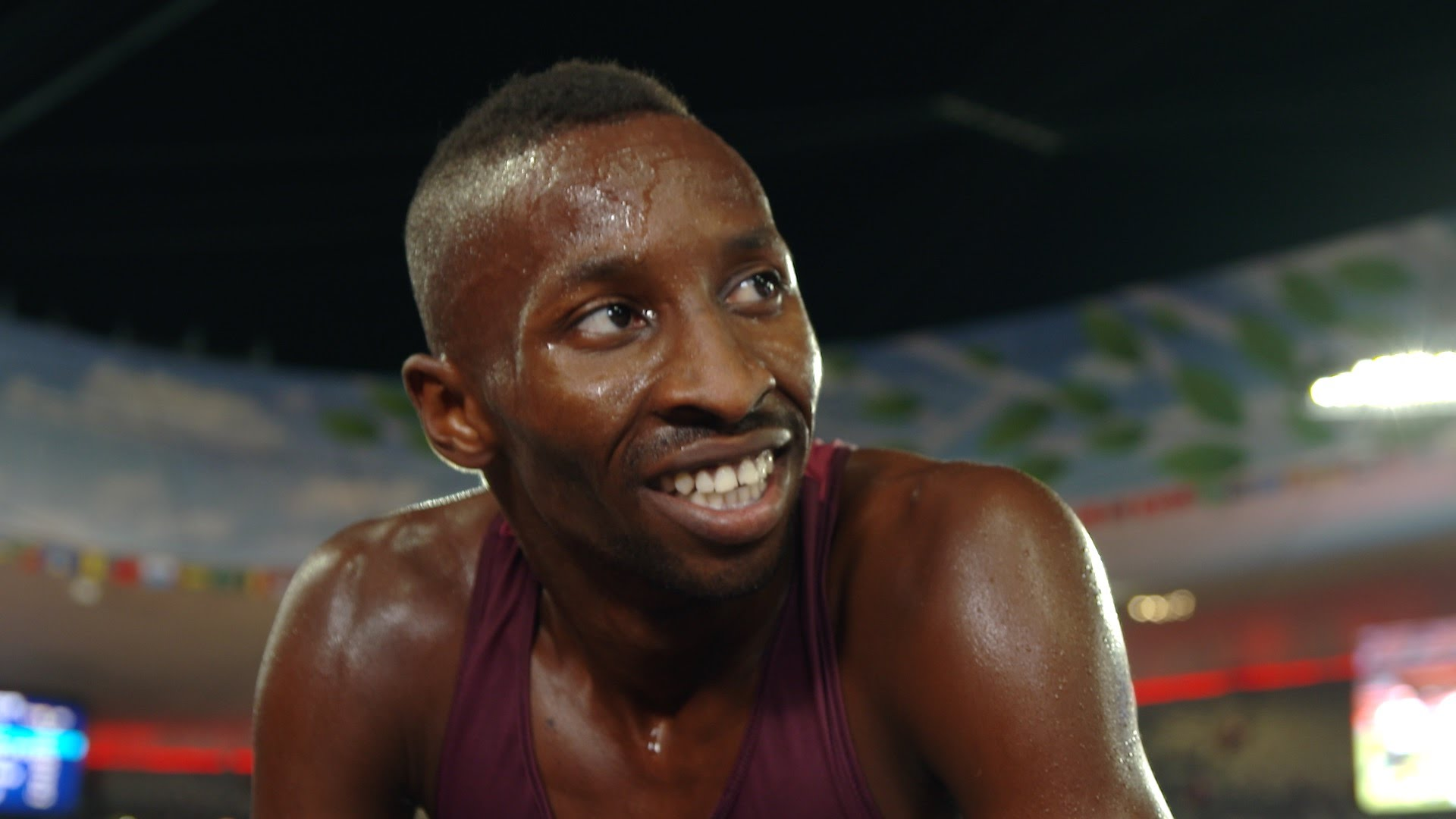
Musaeb Abdulrahman Balla wurde Sechster
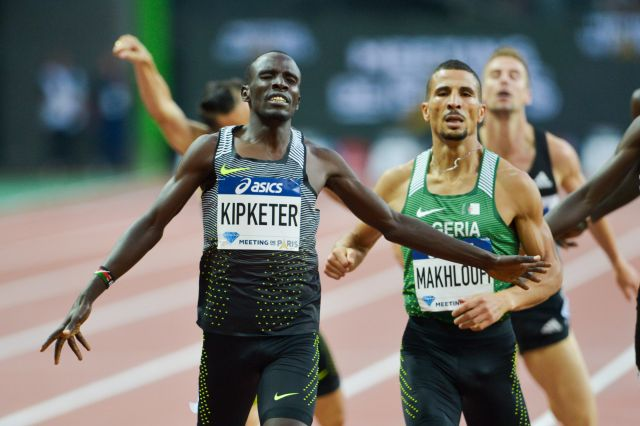
Alfred Kipketer erreichte Platz sieben